# Gonoplac
Gonoplac – wyrostek gonokoksytu drugiej pary (koksytu dziewiątego segmentu odwłoka), znany też jako trzecia walwula, występujący u owadów uskrzydlonych i niektórych szczeciogonków. Może mieć formę osobnego sklerytu lub tworzyć osłonkę wokół gonapofizy.
U owadów uskrzydlonych narządy te zwykle nakrywają dystalną część trzonu pokładełka. U prostoskrzydłych są jednak szczególnie silnie rozwinięte i tworzą parę grzbietowych ostrzy (walw) w obrębie osłony pokładełka. U pasikonikowatych gonapofizy drugiej pary pozostają zamknięte w osłonce, a u świerszczowatych ulegają redukcji i ich funkcję przejmuje gonoplac.
U gladiatorków gonoplac jest silniej rozwinięty niż walwule drugiej pary, mocno zesklerotyzowany, krótki i być może służy za właściwe pokładełko. Silnie rozwinięty, wchodzący w skład pokładełka gonoplac mają również świerszczokaraczany.